# بن (آلبوم)
بن (به انگلیسی: Ben) دومین آلبوم از مایکل جکسون، خواننده آمریکایی بود که در ۴ اوت ۱۹۷۲ منتشر شد. این آلبوم در سراسر بیش از ۵ میلیون نسخه فروش داشت و در ایالات متحده آمریکا رتبهٔ اول را کسب کرد. آلبوم بن شامل تک‌آهنگ بن و ۹ ترانهٔ قدیمی‌تر از او بود. تک‌آهنگ بن بار دیگر در آلبوم دنیا سلام: کلکسیون تک‌نفره موتاون در سال ۲۰۰۹ منتشر شد.